# Otto Sýkora (Komponist)

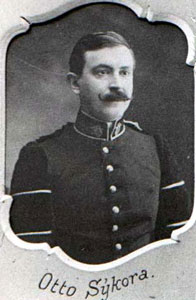
Otto Sýkora

Otto Sýkora (* 1. Januar 1873 in Mirošov u Rokycan, deutsch Miröschau in Böhmen, damals Österreich-Ungarn, heute Tschechien; † 30. November 1945 in Timișoara, Königreich Rumänien) war Musiker und Komponist.

## Leben
Otto Eltern waren Johann (Jan) Sýkora (Inspector montanus) und Karola, geborene Safarik. Otto Sýkora schloss die Volksschule in seinem Heimatdorf ab und besuchte die Handelsschule (Prag) und das Prager Konservatorium, wo er Violine, Kompositionslehre und Musiktheorie studierte. Nach einem Besuch bei seinem Onkel Anton Safarik in Anina (deutsch: Steierdorf) entschied er sich für einen Verbleib im Banat. In den Jahren 1890 (Anina) und 1895 Reșița (deutsch: Reschitz) nahm er die Stelle als Beamter in der Oberverwaltung an. Zur Erfüllung des Militärdienstes musste er kurzfristig in seine Heimat zurückkehren. Am 3. Juni 1897 heiratete Sýkora Alma Müller, die ihm am 22. September 1898 eine Tochter gebar. Alma war eine talentierte Klavierspielerin und gab in ihrer Jugend zahlreiche Konzerte. Später lebte sie in Timișoara (verh. Krayer).
Otto Sýkora übernahm 1906 die Leitung der Werkskapelle in Reșița. Wie sein Vorgänger Anton Pavelka führte er die Bearbeitung der verschiedenen Partituren für die Kapelle selbst durch und übte sich nebenbei auch in der Komposition. Seine vielen Blasmusikwerke werden heute noch von zahlreichen Blaskapellen gespielt, ohne dass sein Name bekannt wurde. Nach dem Ersten Weltkrieg wurde er Mitglied des Komponistenverbandes in Bukarest. Seine Werke wurden regelmäßig vom Bukarester, Budapester (Orchester Richard Fricsay) und Österreichischen Rundfunk (Orchester Josef Holzner) übertragen. Das von Holzer geleitete Wiener Konzertorchester nahm seine Stücke als Teil des ständigen Repertoires auf. Sýkora wurde am 15. Juni 1930 pensioniert und zog zu seiner Tochter nach Timișoara, wo er am 30. November 1945 verstarb.

## Kompositionen
Sýkora schuf fast 300 Werke, darunter befinden sich zahlreiche Orchesterwerke (Ouvertüren, eine unvollendete Symphonie, Konzertwalzer, Serenaden, Männerchöre), einige Klavierwerke (2 Sonaten, Walzer u. a.) wie auch große Messen.
| | | |
| - Szabad szó. Marsch, op. 1 (Praha) - Kirlály csókja. Der Kuss des Königs. Operette in 1 Akt, op. 1 (Wien) - Magyar ábránd. Ungarische Bilder. Fantasie für großes Orchester, op. 2 - Im Maien. Walzer-Idyll für gemischten Chor mit Klavier- oder Orchesterbegleitung, op. 2 (op. 9?) - Fantastique. Ouverture für gr. Orchester, op. 3 - Die Nachtigall. Walzer aus der Operette Kuss des Königs, op. 4 - Studentenstreiche. Ouverture für kl. Orchester, op. 4 - Kino-Lustspiel. Ouverture für kl. Orchester, op. 5 - Der Kirchweihtag in Resicza. Großes Tongemälde für gr. Orchester, op. 6 - 1914–1915. Patriotisches Potpourri, für gr. Orchester, op. 7 - Ein Fest in Kalkutta. Tongemälde für gr. Orchester, op. 8 (Bukarest) - Kinder spielen Soldaten. Charakterstück für gr. Orchester, op. 10 - Des Kriegers letzter Gruß. Fantasie für kl. Orchester, op. 11 - Nachts im Schützengraben. Lied für Bariton oder Trombon-Solo und gr. Orchester, op. 12 - Wasserrosen, op. 13 (verlegt in Prag) - Etwas für lustige Resiczaer. Quadrille für gr. Orchester, op. 13 - Im Dämmerschein. Serenade für kl. Orchester, op. 14 - Rosen und Nelken. Blumenlied für kl. Orchester, op. 15 (Wien) - Als die Blätter rauschten und der Vogel sang. Sommeridylle für kl. Orchester, op. 16 - Ein Abendständchen. Serenade für kl. Orchester, op. 17 - Episode. Für kl. Orchester, op. 18 - Novellette. Valse lento, für kl. Orchester, op. 19 - Modern. Valse caprice, für kl. Orchester, op. 20 - Auf dem Jahrmarkt. Humoreske mit Gesang, gr. Orchester, op. 21 - Im Fliederbusch. Gavotte für kl. Orchester, op. 22 - Singvogelchen. Concertpolka für Piccoloflöte und gr. Orchester, op. 23 - Das Glücksschweinchen. Humoreske (Polka) für gr. Orchester, op. 24 - Bei den Pyramiden. Valse-Intermezzo für kl. Orchester, op. 25 - Sphinx. Valse-Intermezzo für kl. Orchester, op. 26 - Das Vogerl im Walde, für Streichorchester - Tändelei, für Streichorchester - Pannonia-Kino. Walzer-Intermezzo, für kl. Orchester, (Kino), op. 27 - Es war einmal… Konzert-Walzer, für gr. Orchester, op. 28 - Amoretten. Konzert-Walzer, für gr. Orchester, op. 29 - Morgenroth. Konzert-Walzer, für gr. Orchester, op. 30 - Klipp-Klapp. Polka, op. 30 (Praha) - Wiegenliedchen. (Holzer) - Im Elfenreich. Walzer, für kl. Orchester, op. 31 (Bukarest) - Liebeleien. Walzer, für kl. Orchester, op. 32 - Herbstrosen. Walzer, für kl. Orchester, op. 33 - Bororó. Indian-Intermezzo, für kl. Orchester, (Kino), op. 34 - Kino-Intermezzo. Intermezzo für kl. Orchester, op. 35 - Nordisk. Intermezzo für kl. Orchester, op. 36 - Sascha. Intermezzo für kl. Orchester, op. 37 - Wasserrosen. Polka-Mazurka für gr. Orchester, op. 38 - Annchen. Böhmische Polka, op. 38 - Ziehharmonika Walzer (Praha) - Es lebe was wir lieben. Polka-francais, für gr. Orchester, op. 39 (auch für Salonorchester, op. 86?) (Praha) ● - Klipp-Klapp. Polka-francais, für gr. Orchester, op. 40 - Schneeglöckchen. Polka-Mazurka für gr. Orchester, op. 41 (Praha) - Sturmwind. Polka-Galopp, für gr. Orchester, op. 42 (Praha) - Memento mori. Trauermarsch für Militärmusik, op. 43 - Száz liba… Tréfasinduló énekkel, für gr. Orchester, op. 44 - Boci, boci tarka… Tréfasinduló énekkel (humoristischer Marsch), für gr. Orchester, op. 45 - Lumpensammler. Juxmarsch mit Gesang, für komplette Militärmusik, op. 46 - Nachtfalter. Humor. Marsch für gr. Orchester, op. 47 - Pannonia-Marsch, für kl. Orchester, (Kino), op. 48 - Éljen a haza! Induló, Marsch, für gr. Orchester, op. 49 - Friss baka-nóta. Induló, Marsch, für gr. Orchester, op. 50 - Es lebe was wir lieben, op. 51 - Erinnerung an Steiermark. Marsch mit Gesang, für gr. Orchester, op. 51 - Diák Induló, Marsch, für gr. Orchester, op. 52 - Vivat Hungaria! Patriotischer Marsch, für gr. Orchester, op. 53 - Der fidele Resiczaer. Marsch, für kompl. Militärmusik, op. 54 - Király csóka. Marsch, für gr. Orchester, op. 55 - Zur Abendstunde (erschienen bei Holzer) - Resiczybányaer Schützen. Resiczabányaer Schützen. Marsch für Clavier oder gr. Orchester, op. 56. Der Fahnenpathin des Resiczabányaer Schützenvereins, Ihrer Hochwolgeboren Frau Director Otto Müller, anlässlich der Fahnenweihe im August 1914 ehrfurchtsvoll gewidmet - Flotte Geister. Marsch für kompl. Militärmusik, op. 57 - Schmeichelkätzchen. Salonstück für kl. Orchester, (Kino), op. 58 - Trauerwalzer (Gyázkeringö). Valse charakteristique, für kl. Orchester, op. 59 (Bukarest) - Auf musikalischen Irrwegen. Humoristische Potpourri, für gr. Orchester, op. 60 | - Duftende Blüthen. Konzert-Walzer, für gr. Orchester, op. 61 - Magyar abránd (Phantasie nach rumänischen, ungarischen und tschechischen Motiven), für großes Symphonieorchester, op. 61 - Nachtviolen. Valse-Intermezzo, für kl. Orchester, (Kino), op. 62 - Elvira. Walzer für gr. Orchester, op. 63 - Resiczaer Schützenmarsch. Marsch für Streichorchester - Honvéd-gyászinduló. Trauermarsch mit ungarischen Motiven, für kompl. Militärmusik, op. 64 - Bei den Trauerweiden. Trauermarsch, für kompl. Militärmusik, op. 65 - Lachende Musen. Ouverture für gr. Orchester, op. 66 (erschienen in Prag) - Klänge aus Rumänien. Großes Potpourri für Orchester - Der Walzerkranz (Walzer-Revue). Walzer für kl. Orchester, (Kino), op. 67 - Magyar ábránd (Nr. 2). Ungarische Fantasie, für kl. Orchester, (Kino), op. 68 - Sehnsuchts-Walzer. Zwischenspiel-Walzer, für kl. Orchester, op. 69 - Schneesternchen. Valse-Intermezzo, für kl. Orchester, op. 70 - Bei den Sternen. Kleines Intermezzo, für kl. Orchester, op. 71 - Hungaria. Nyitány, Ouverture für gr. Orchester, op. 72 (Bukarest) - Kientopp. Ouverture, für gr. Orchester, op. 73 - Ouverture charmant. Ouverture für gr. Orchester, op. 74 - Capriccio. Ouverture für kl. Orchester, op. 75 - Auf schaukelnden Wellen. Walzer, für gr. Orchester, op. 76 - Mondschein-Ständchen. Serenade, für kl. Orchester, op. 77 - In lauschiger Ecke. Valse lente, für gr. Orchester, op. 78 - Satanella. Ouverture, für gr. Orchester, op. 79 - Konzertstück Nr. 1. Für gr. Orchester, op. 80 - Liebeswerben. Salonwalzer, für gr. Orchester, op. 81 - Musikalische Skizzen. Original-Fantasie für gr. Orchester, op. 82 (1. Feiertagsstimmung / 2. Seccession / 3. Im trauten Heim / 4. Meditation / 5. Pizzicato-Idylle / 6. Auf einsamem Pfade / 7. Die Gemütlichkeit / 8. Das Erntefest) (verlegt in Prag) - Rumänien im Lied und Tanz. Potpourri (verlegt in Prag) - Die Wahrsagerin. Intermezzo für kl. Orchester, op. 83 - Der Goldkäfer. Salonstück, für kl. Orchester, op. 84 - Schwarz im Tanz. Negertanz, für kl. Orchester, op. 85 (83?) - Süßes Erwachen. Valse lente, für Streichquintett, op. 86 (Wien) - Unter Liebchens Fenster. Walzer, für Orchester, op. 87 - Ofelia. Walzer für Orchester, op. 88 - Frühlingssehnen (Wien) - Rác Induló. Marsch für Militärmusik - Valse lente, op. 92, für 2 Violinen, Violoncello und Klavier - Wenn zwei sich gut sind, Duett für Flügelhorn und Posaune mit Orchesterbegleitung, op. 94 (1919) (Wien) - Bardensang. Walzer für Salonmusik, op. 95 (1942) - Resiczaer Werksmarsch. Marsch - Konzert-Walzer für Klavier, op. 101 (Meiner Tochter Almuska gewidmet), Reschitz 1920 [auch unter dem Titel Künstler-Trio bekannt] - Grande Valse brillant für Klavier, op. 102, Reschitz 1920 (Seiner lieben Tochter Almuska gewidmet) - Durch die Steppe. Konzertstück für Klavier, op. 103 (Der Almuska gewidmet). Dem Andenken des großen Tonkünstlers Töpfer gewidmet - Konzertstück für Klavier, op. 105, Reschitz 1920 - Bravour-Walzer, op. 106, Reschitz 1920 (Meiner Almuska gewidmet) - Valse brillant für Klavier, op. 107, Reschitz 1920 - Sonate für Klavier, op. 108 - Sonate 2, op. 109 (Für Almuska) - Walzer-Fantasie für Piano, op. 111, Reschitz 1921 - Klavierkonzert, op. 112, für Klavier und Streichorchester (Reschitz 1921) - Concert-Mazurka für Klavier, op. 113 - Spätherbst. Lied nach G. Geibel, für Männerchor, op. 119, 1921 - Wie ein Lied entsteht? Lied für Sopran Op. 120 - Der Klosterknecht. Männerchor, op. 121 - Wellentanzlied. Sololied, op. 122 - Die Rose. Männerchor, op. 123 - Gute Nacht. Lied für Männerchor, op. 124 - Belanischt. Männerchor, op. 125 - Traiasca Tzara. Es lebe das Land, Marsch, 1922, op. 126 - Braunäugelein. Lied für Männerchor, op. 127 - Vidéki koncert. Operette in 1 Akt, op. 128 - Lachende Musen, Ouverture für großes Orchester - Liebesblicke, Salon-Walzer (Reschitz 1923) - Ballet-Musik, für großes Orchester, op. 129 - Walzerzauber. Walzerphantasie für Streichquintett, op. 130 - Spanisches Ständechen. Walzer für Orchester, 1922, op. 131 - Adams Rippe. Lied mit Orchesterbegleitung, op. 132 - Meditation. Violinsolo mit kleinem Orchester, op. 133 - Villanella. Italienischer Marsch, 1922, op. 135 - Murmelndes Bächlein. Eine Idylle, für kl. Orchester, 1922, op. 136 - Kino-Drama. Walzer für kl. Orchester, op. 137 - Frühlingsboten-Walzer, für kl. Orchester, 1923, op. 138 - Dorian. Intermezzo, 1923, op. 139 | - Liebesblicke. Salonwalzer, op. 140 - Vielliebchen. Valse lente, 1923, op. 141 - Ein Lied ohne Worte. op. 142 - Frau Musica / Uvertura festiva (Festouvertüre für großes Symphonieorchester / Poem simfonic). Ouvertüre, op. 143 ? - Symphonie (unvollendet), op. 144 - Cyclamen. Walzer für Salonmusik, op. 145 (Timișoara 1942) - Vlasta-Ouverture, für Kinoorchester, op. 146 - Toast-Musik (8 Tusche), op. 147 - Die Blumenkönigin. Ouverture, op. 148 - Im Palmenhain. Ouverture, op. 149 - Rumänische Lieder und Tanzweisen. Potpourri für gr. Orchester, op. 150 - Amazonen-Ouverture, für kl. Orchester, op. 151 - Rumänischer Liederschatz, Potpourri für gr. Orchester, op. 152 - Im Banne rumänischer Musik. Potpourri für gr. Orchester, op. 153 - Mare Fantezie romana. Für gr. Orchester, op. 154 - Jubelmesse (Jubiläumsmesse), für Chor, Solisten, Orgel und Orchester, op. 155 - Kasperl. Galopp für Klavier oder Streichorch., op. 156 - Durstige Lippen. Valse lente für Streichorch., op. 157 - Flirt, op. 158 - Koprol-Foxtrott für Orchester, op. 159 - Bubi Köpfchen. Walzer, op. 160 - Romanze, op. 162 - Apollo-Ouverture, für gr. Orchester, op. 163 - Plappermädchen. Charakterstück, op. 164 - Pierrot. Schimmy für gr. Orchester, op. 165 - Harry Piel. Foxtrot für gr. Orchester, op. 166 - Die Hampelmännchen. Foxtrott für gr. Orchester, op. 167 - Hora de sarbatoare si Sarba / Festtags-Hora und Sarba. Op. 168 - Hora de salon. Op. 169 - Messe für gemischten Chor und Orchester. op. 170 - Hochzeitslied. op. 171 - Rapsodie Romana. Für gr. Orchester, op. 172 - Die Klosterruine (Melodram), nach einem Gedicht von Franz Iwenz, op. 185 - Eine Idylle im Hühnerhof, op. 204 (1942) - Marsch-Burleske. Männer-Septett. Singendes Orchester, op. 206 (1942) (Fuchs, du hast die Gans gestohlen) - Sieg heil! Marsch, op. 208 - Potpourri aus eigenen Werken, op. 213 - Märchen-Suite, für großes Orchester, op. 216 - Rapsodia romana, op. 218, für großes Symphonieorchester - Fantezia Romana, Nr. 2, op. 219, für großes Symphonieorchester - Festmesse, op. 225, für Chor, Solisten und großes Orchester, komponiert 1936 in Timișoara; gewidmet Bischof Augustin Pacha; Uraufführung am 18. September 1937; Widmung: “Seiner Excellenz dem Herrn Diözesan-Bischof Dr. Augustin Pacha in größter und ehrfurchtsvoller Ergebenheit zugeeignet.” Diese Messe wurde öfter in Reschitza und im Dom zu Timișoara aufgeführt. Die Aufführungen in Timișoara leitete Domkapellmeister Desiderius Braun - In der Sommernacht, für Salonorchester, op. 226 (Timișoara 1942) - Konzert für Klavier und Streichorchester, op. 237 - Der Liebe Freud und Leid, Konzert-Walzer, op. 238 - In der Dämmerung. Langsamer Walzer, für Violine, Klarinette, Violoncello und Klavier, op. 239 - Ein Tango für dich, für Salonorchester, op. 246 (Timișoara 1942) - Klingende Skizzen. Suite für großes Orchester, op. 249 (1. Der Hirt und die Herde, 2. Ein Ständchen beim Mondschein, 3. Die Mutter an der Wiege, 4. Schneewittchens Hochzeitszug, 5. Sehnsucht nach dem Frühling, 6. Liebeswerben) - Die Zaubernacht (Walzer mit Gesang), für Salonorchester, op. 252 (Timișoara 1942) - Die Sennrin vor der Hütte stand, für Salonorchester, op. 254 (Timișoara 1942) - Der beste Schütze, für Salonorchester, op. 255 (Timișoara 1942) - Der Tausendsassa. Tanzstück, op. 257 - Ein Melodien-Sträußchen, op. 258 - Violanta (Langsamer Walzer), für Salonorchester, op. 263 (Timișoara 1942) - Das Sonnenscheinchen (Polka), für Salonorchester, op. 264 (Timișoara 1942) - Symphonische Dichtung, op. 265 (1942) - Süßes Geständnis. Walzer, op. 266 (1942) - Marianne. Polka, op. 267 (1942) - Wer tanzt mit? Walzer, op. 273 (1943) - Frohsinn, Ouverture für großes Orchester, op. 274 - Ballade, für großes Orchester, op. 275 - Serbische Lieder. Potpourri Nr. 3 - Poem sinfonic (Symphonisches Poem) - Rumänischer Melodienstrauss, für großes Symphonieorchester - Serbisches Potpourri (Nr. 1, 2, 3) |